# استفانو فرزی
استفانو فِرِزی (به ایتالیایی: Stefano Fresi؛ زادهٔ ۱۶ ژوئیهٔ ۱۹۷۴) بازیگر، خواننده، موسیقی‌دان و آهنگساز اهل ایتالیا است.
از فیلم‌ها یا برنامه‌های تلویزیونی که وی در آن نقش داشته است می‌توان به پاینده‌باد ایتالیا، قلب پاک و تا ابد جوان اشاره کرد.